# P1Harmony
P1Harmony (피원하모니, aussi abrégé P1H) est un boys band sud-coréen de K-pop formé en 2020 par FNC Entertainment. Il est composé de six membres : Keeho, Theo, Jiung, Intak, Soul et Jongseob.

## Formation
Avant la création du groupe, Jongseob a participé à l'émission K-pop Star 6: The Last Chance en tant que membre du groupe Boyfriend et l'a remportée. Il a ensuite signé chez YG Entertainment, participé à l'émission YG Treasure Box puis a finalement rejoint FNC Entertainment,.
En août 2020, FNC annonce la création d'un nouveau groupe. Le nom, P1Harmony est annoncé le 1er septembre. Les membres du groupe sont révélés le 8 octobre à travers un film intitulé P1H: The Beginning of a New World.

## Premiers albums
Le premier EP du groupe, Disharmony: Stand Out, sort le 28 octobre 2020. Trois ans plus tard, ils obtiennent leur première certification disque de platine avec l'EP Harmony: All In.

## Fans
Le nom officiel de la communauté de fans de P1Harmony est P1ece.

## Discographie
Album
- Killin' It (2024)
- Sad Song (2024)

EPs
- Disharmony: Stand Out (2020)
- Disharmony: Break Out (2021)
- Disharmony: Find Out (2022)
- Harmony: Zero In (2022)
- Harmony: Set In (2023)
- Harmony: All In (2023)

Membre :
| Nom de Scène | Date de Naissance | Nom de naissance | Nationalité         | Rôle(s)                                              |
| (Romanisé)   | (Romanisé)        | (Romanisé        | Pays                | Entre-Parenthèses "s" si que un rôle                 |
| ------------ | ----------------- | ---------------- | ------------------- | ---------------------------------------------------- |
| Intak        | 31 août 2003      | Hwang In Tak     | Corée du sud        | Auteur-compositeur-rappeur, compositeur, producteur, |
| Keeho        | 27 septembre 2001 | Yoon Kee-Ho      | Canada Corée du sud | chanteur, rappeur et danseur                         |
| Soul         | 1 février 2005    | Haku-shota       | Japon Corée du Sud  | rappeur et danseur                                   |
| Theo         | 1 juillet 2001    | Choi-Tae-Yang    | Corée du Sud        | Chanteur                                             |
| Jongseob     | 19 novembre 2005  | kim Jeongseob    | Corée du Sud        | Rappeur et Danseur                                   |
| Jiung        | 7 octobre 2001    | Choi Ji Woong    | Corée du Sud        | Parolier et Chanteur                                 |